# Amb l'aigua al coll (pel·lícula de 2024)
Amb l'aigua al coll (títol original en anglès, Goodrich) és una pel·lícula de comèdia dramàtica estatunidenca del 2024 escrita i dirigida per Hallie Meyers-Shyer. La pel·lícula és protagonitzada per Michael Keaton, Mila Kunis, Carmen Ejogo, Michael Urie, Kevin Pollak, Vivien Lyra Blair, Jacob Kopera, Nico Hiraga, Danny Deferrari amb Laura Benanti i Andie MacDowell. S'ha doblat i subtitulat al català.
La pel·lícula es va estrenar a Los Angeles el 8 d'octubre de 2024 i va arribar als cinemes dels Estats Units el 18 d'octubre de 2024 a càrrec de la distribuïdora Ketchup Entertainment.
L'abril de 2023, va començar el rodatge principal a Los Angeles.